# Simone Györfi
Elisabeta-Simone Györfi-Deák (în maghiară Györfiné Deák Erzsébet-Simone; n. 6 martie 1961, Cluj, România) este o poetă, traducătoare literară și profesoară de matematică din România.

## Biografie
S-a născut pe 6 martie 1961 la Cluj. A absolvit Facultatea de Matematică și Mecanică a Universității din București. A debutat ca poet în 1978 în revista de limbă maghiară Ifjúmunkás din București. A publicat poezii, proză și studii în următoarele reviste: Acta Iassiensia Comparisonis (Iași), Limes (Zalău), Caiete Silvane (Zalău), Tribuna (Cluj), Ifjúmunkás (București), Előre (București), Romániai Magyar Szó (București), Hepehupa (Zalău), Szilágyság Szó (Zalău), Versmondó (Budapesta).
A debutat editorial în 11 august 1999 (ziua eclipsei de Soare) cu Galaxia cotidiană (Editura Marineasa, Timișoara). Poeziile sale au fost publicate în mai multe antologii. Al doilea volum de versuri în limba română, (e timpul să vorbim), a apărut abia în 2024. A scris două volume de proză scurtă în limba română (povești, povestiri fantastice) și un roman de aventuri în limba maghiară. În 2004, 2006, 2009, 2010, 2011, 2012, 2014, 2015, 2016, 2017, 2018, 2020, 2022, 2023, 2024 a realizat volumele de traduceri bilingve (din română în maghiară și din maghiară în română), lansate cu prilejul festivalului „Primăvara poeziei”, desfășurat de obicei la sfârșitul lunii aprilie, în Zalău, care cuprind poeziile participanților români și maghiari.
A primit numeroase premii pentru activitatea literară: Premiul Mihai Eminescu (I, limba maghiară, 1978), Moștenirea Văcăreștilor (I, proză, 1991), Magyar Szó (Árkos, 1994, mențiune), Tribuna (Festivalul de poezie „Orfeusz”, Cluj, 1997).
A lucrat ca profesoară de matematică la Jibou (județul Sălaj), unde a editat ziarul școlar bilingv Fițuica (1995-2003).
Este căsătorită cu György Györfi-Deák, cu care are doi copii: Géza-György (1995) și Gergely (1997).

## Opera

### Volume proprii
- Galaxia cotidiană, poezii, Editura Marineasa, Timișoara, 1999.
- O poveste pentru fiecare, basme, Editura Caiete Silvane, Zalău, 2015.
- Csipkevár, roman de aventuri pentru tineret, Editura Caiete Silvane, Zalău, 2019.[3]
- Țăranul interimar, Editura Cristian PlusArt, 2023.[4]
- (e timpul să vorbim), poezii, Editura Caiete Silvane, Zalău, 2024.

### Articole enciclopedice în engleză
- Encyclopedia of Mathematics and Society (Salem Press, Pasadena, CA, 2011)

### În antologii
- Előszoba (Antecamera, o antologie a debutanților), Editura Pro-Print, Miercurea Ciuc, 1995.
- Poveștile de la Bojdeucă (Iași, 1999)
- 27 de scriitori sălăjeni (Zalău, 2023)
- Boabe de poveste (antologia cafelei) (București, 2023)
- Fantastica Magazine Anthology: Fantasy & Science Fiction (Wyandotte, Michigan, 2024)
- Fantastica Magazin Anthology: Fantasy & Science Fiction (Malu Mare, 2024)

### Volume de poezii traduse
- Poeme - Versuri - Gedichte (Editura Caiete Silvane, Zalău, 2004)
- 10 Poeți - Zece poeți (Editura Caiete Silvane, Zalău, 2006)
- Primăvara poeziei - Költészet tavasza (Editura Caiete Silvane, Zalău, 2009)
- Primăvara poeziei - Költészet tavasza 10 (Editura Caiete Silvane, Zalău, 2010)
- László Fazakas, Refugiu, motive de credință (Oradea, 2009)
- Sânziana Batiște, Zodia Lupilor / Zodiac of Wolves (Editura Casa Cărții de Știință, Cluj-Napoca, 2011)
- Primăvara poeziei - Költészet tavasza XI (Editura Caiete Silvane, Zalău, 2011)
- Camelia Burghele, Șapte zile în Țara Silvaniei/ Seven days in the Land of Sylvania/ Seven days in the Land of Sylvania (György Györfi-Deák, cotraducător), Editura Caiete Silvane, Zalău, 2011. Ediția a II-a, 2015. Ediția 3, 2022.
- Primăvara poeziei - Költészet tavasza XII (Editura Caiete Silvane, Zalău, 2012)
- Primăvara poeziei - Költészet tavasza XIII (Editura Caiete Silvane, Zalău, 2013)
- Primăvara poeziei - Költészet tavasza XIV (Editura Caiete Silvane, Zalău, 2014)
- Sânziana Batiște - Zodia Lupilor / Zodiac of Wolves (eLiteratura, București, 2014)
- Primăvara poeziei - Költészet tavasza XV (Editura Caiete Silvane, Zalău, 2015)
- Primăvara poeziei - Költészet tavasza XVI (Editura Caiete Silvane, Zalău, 2016)
- Maria Croitoru, Cărticica cu povești/ Mesés könyvecske (Editura Caiete Silvane, Zalău, 2016)
- Primăvara poeziei - Költészet tavasza XVIII (Editura Caiete Silvane, Zalău, 2018)
- Primăvara poeziei - Költészet tavasza XIX (Editura Caiete Silvane, Zalău, 2019)
- Primăvara poeziei - Költészet tavasza 2020 (Editura Caiete Silvane, Zalău, 2020)
- Primăvara poeziei - Költészet tavasza 2022 (Editura Caiete Silvane, Zalău, 2022)
- Romulus Moldovan, A hamu íze (Editura Tracus Arte, București, 2022)
- Primăvara poeziei - Költészet tavasza 2023 (Editura Caiete Silvane, Zalău, 2023)
- 17 poeți sălăjeni - 17 szilágysági költő (Editura Caiete Silvane, Zalău, 2024)

### Alte traduceri
- 1918. Sfârșit și epocă de epocă. Korszakvég - korszakkezdet. The End and the Beginning of an Era (traducător asociat, Editura Lekton, Zalău; Editura Muzeului Sătmărean, Satu Mare, 1998)[5]
- J.R.R. Tolkien. Credință și imaginație (cotraducător, Editura Hartmann, Arad, 2005)